# ガブリエウ・ホドリゲス・ノガ
ガブリエウ・ノガ（Gabriel Noga）ことガブリエウ・ホドリゲス・ノガ（ポルトガル語: Gabriel Rodrigues Noga、2002年1月25日 - ）は、ブラジルのサッカー選手。ポジションはDF。

## クラブ歴
2017年よりCRフラメンゴの下部組織に在籍。2020年10月1日にコパ・リベルタドーレス2020のインデペンディエンテ・デル・バジェ戦でフル出場し選手初出場。3日後のカンピオナート・ブラジレイロ・セリエAでも引き続き90分出場し、リーグ戦初出場となった。

## 代表歴
U-15代表として2017 南米U-15選手権に参加した。
U-17代表として2019 南米U-17選手権、2019 FIFA U-17ワールドカップに参加した。